# Нурмустафина, Эльвира Сейткажиевна
Эльвира Сейткажиевна Нурмустафина (род. 7 августа 1985 — казахстанский футбольный судья, арбитр ФИФА 2010m стр.105). Ранее — футболистка.

## Биография
В 2001 году окончила среднюю школу № 1 города Темиртау. Обучалась в республиканской школе-интернате для одаренных в спорте детей (Астана), специальность футбол (2001—2003). В 2003—2006 годах — республиканском колледже спорта (Алма-Ата).
Выступала за команды «АлмаКТЖ», «СДЮШОР № 2», становилась чемпионкой Казахстана, обладателем Кубка Казахстана, занимала 2 и 3 места.
Окончила Казахскую академию спорта и туризма по специальности тренер по спорту и преподаватель (футбол), бакалавриат (2006—2008). Выступала за команду университета, победитель Республиканской Универсиады по футболу.
В 2008 году начала судейскую карьеру в качестве помощника судьи, прошла первую в Казахстане школу молодого арбитра. Обслуживала соревнования по футболу по возрастам, матчи женского чемпионата страны, была судьей в матче Суперкубка страны по футболу среди женских команд (2004): «СШВСМ Алматы» — «Биик Казыгурт».
В 2010 году стала Ассистентом рефери ФИФА. В 2011 году прошла переобучение на судью в поле. В 2013 году получила международную категорию рефери ФИФА, начала судить матчи международных соревнований. Работала на всемирной Универсиаде 2013 года в Казани. В 2016 году работала на финальном турнире чемпионата Европы среди девушек до 17 лет в Белоруссии. В 2019 году работала на финальном турнире чемпионата Европы среди девушек до 19 лет в Шотландии.
В 2021 году стала первой женщиной-судьей, обслуживающей соревнования высшей лиги страны по футболу Казахстанской премьер-лиги. Первый матч: «Жетысу» — «Кызыл-Жар».
С сезона 2022 систематически получает назначения на матчи КПЛ в качестве ВАР-судьи.

## Семья
Отец Сейткажи Нурмустафин (1958—1993), старший лейтенант милиции. Мать Руза Нурмустафина (род. 1959), учитель химии и биологии, заслуженный учитель города Темиртау.
Братья Елдос (22.02.1989 г.р.), Сыдыкбек Мейрамбек (30.04.1993 г.р.). Сестра: Бекенова Асем (05.01.1996 г.р.).